# Erik Johansson (Rennfahrer)

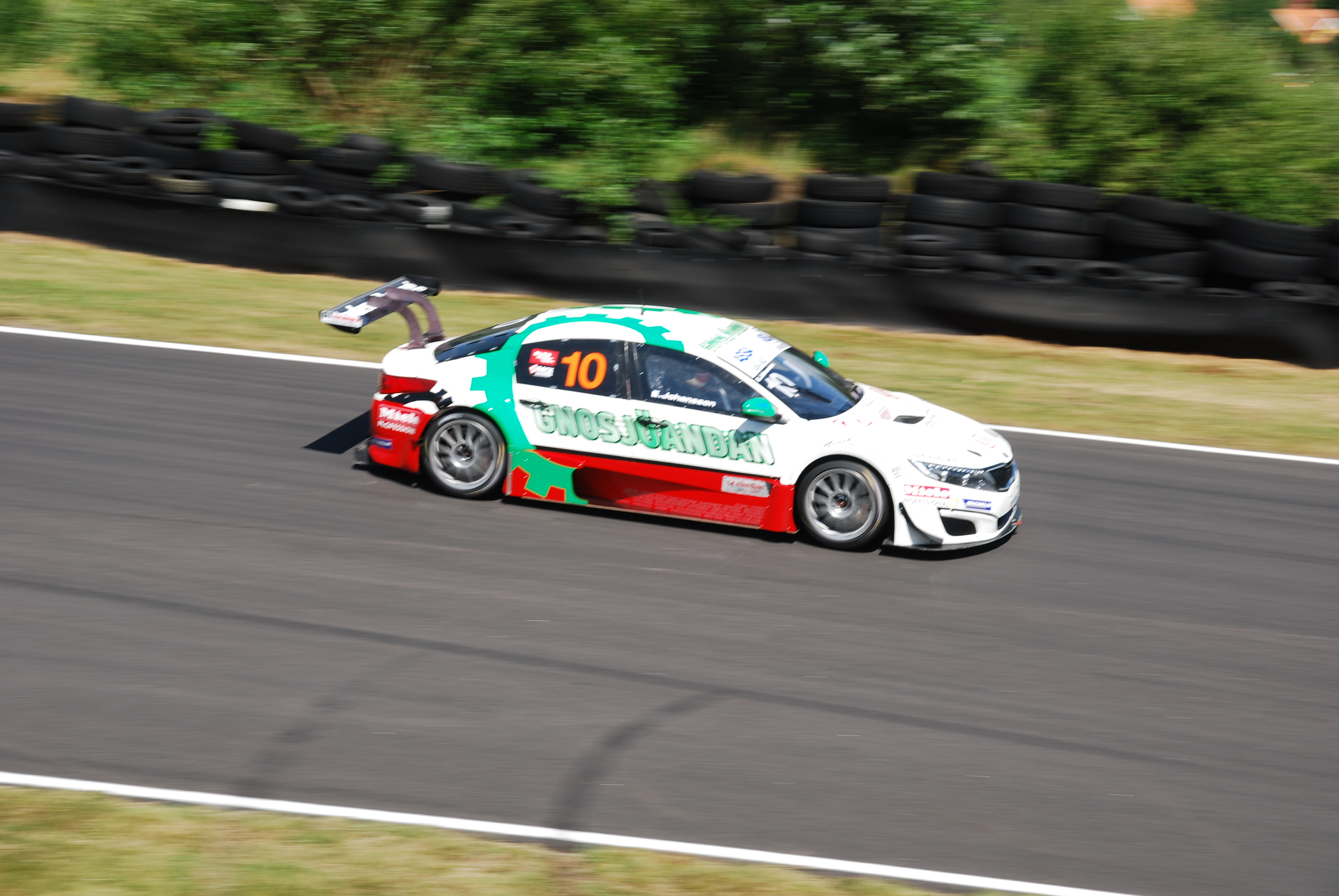
Der von Erik Johansson 2015 in der STCC gefahrene Kia Optima

Erik Johansson (* 16. Oktober 1996) ist ein schwedischer Automobilrennfahrer.

## Karriere

### Kart- und Formelsport
Erik Johansson begann seine Motorsportlaufbahn im Kartsport. Von 2006 bis 2011 startete er in verschiedenen nationalen und internationalen Kartserien. 2010 erreichte er mit dem vierten Platz in der Junior-Wertung der Rotax Max Challenge Schweden sein bestes Gesamtergebnis.
Danach bestritt er zwei Jahre Formelsport und fuhr zunächst 2012 in der Formel Monza, in der er den Meistertitel gewann. In der Saison 2013 trat er in mehreren Formel-Renault-Serien an. In der Formel Renault 1.6 Schweden gewann der die Meisterschaft und in der Formel Renault 1.6 NEZ wurde er Vizemeister.

### Tourenwagensport
2015 fuhr er ein Jahr in der Skandinavischen Tourenwagen-Meisterschaft (STCC) mit einem Kia Optima Solution-F und belegte am Ende den achten Gesamtplatz.

### GT-Motorsport
Von 2016 bis 2019 ging er in der VLN Langstreckenmeisterschaft Nürburgring mit verschiedenen Rennwagen für mehrere Teams an den Start. 2016 wurde er in der BMW-M235i-Racing-Cup-Wertung Fünfter und 2019 erreichte er mit einem BMW M4 GT4 für das Team AVIA Sorg Rennsport den vierten Rang in der SP10-Wertung.
In der Italienischen GT-Meisterschaft trat er 2019 für das BMW Team Italia mit einem BMW M6 GT3 in der Sprint- und Endurance-Meisterschaft an und wurde jeweils Vizemeister in der GT3 Pro-Wertung.
2020 und 2021 fuhr er für das Team MRS GT-Racing in der ADAC GT Masters. In der ersten Saison wurde er zusammen mit Jens Klingmann 19. in der Gesamtwertung. Im zweiten Jahr fuhr er mit einem Porsche 911 GT3 R nur die beiden Rennen auf dem Sachsenring.
Im Porsche Carrera Cup North America fuhr er 2021 für MRS GT-Racing in der Pro-Wertung und belegte zum Saisonende den 12. Platz. In der Saison 2022 startete er mit einem BMW M4 GT3 in drei Rennen der IMSA WeatherTech SportsCar Championship und wurde 33. in der GTD-Klassenwertung.

### Langstreckenrennen
Johansson trat 2017 und 2018 beim 24-Stunden-Rennen auf dem Nürburgring an. 2018 erreichte er auf einem Mercedes-AMG GT3 mit dem Team Black Falcon den vierten Platz in der SP9-Wertung.

## Statistik

### Sebring-Ergebnisse
| Jahr | Team               | Fahrzeug   | Teamkollege   | Teamkollege  | Platzierung | Ausfallgrund |
| ---- | ------------------ | ---------- | ------------- | ------------ | ----------- | ------------ |
| 2022 | Paul Miller Racing | BMW M4 GT3 | Bryan Sellers | Madison Snow | Rang 42     |              |